# أي اوغورا
أي اوغورا (باليابانية: 小椋藍) هو متسابق دراجات نارية ياباني، ولد في 26 يناير 2001 في طوكيو في اليابان.

## وصلات خارجية
- أي اوغورا على موقع MotoGP.com (الإنجليزية)
- أي اوغورا على موقع AS.com (الإسبانية)